# Kirchtimke
Kirchtimke település Németországban, azon belül Alsó-Szászország tartományban. Lakosainak száma 969 fő (2023. december 31.). Kirchtimke Ostereistedt és Zeven községekkel határos.

## Népesség
A település népességének változása:
| Lakosok száma | 965  | 960  | 964  | 951  | 961  | 969  |
|               | 2016 | 2017 | 2019 | 2021 | 2022 | 2023 |